# Lerchenhügel (Schwarzenbach am Wald)
Lerchenhügel (bis 1932 Affennest genannt) ist ein Gemeindeteil der Stadt Schwarzenbach am Wald im Landkreis Hof (Oberfranken, Bayern). Lerchenhügel liegt in der Gemarkung Räumlas.

## Geografie
Das Dorf liegt auf einer Hochebene des Frankenwaldes. Die Kreisstraße HO 28 führt nach Straßdorf zur Staatsstraße 2194 (1,5 km östlich) bzw. an Straßhaus vorbei nach Bernstein am Wald (4,2 km südwestlich).

## Geschichte
Das Grundwort des ursprünglichen Ortsnamens „Affennest“ bedeutet ‚kleiner Ort‘. In der Umgangssprache werden kleine Orte bis heute noch als Nest bezeichnet. Die Bedeutung des Bestimmungswortes ist unklar: Eine Ableitung von mhd. ovan für ‚Hammel‘ oder dem Personennamen Affo ist gleichermaßen möglich sowie die Ableitung von der Dialektform von ‚Auf dem Nest‘ (=affm Nest).
Gegen Ende des 18. Jahrhunderts bestand Affennest aus fünf Anwesen (4 Gütlein,1 Halbgütlein). Die Hochgerichtsbarkeit sowie die Grundherrschaft über sämtliche Anwesen hatte das bayreuthische Verwaltungsamt Bernstein am Wald.
Von 1797 bis 1810 unterstand Lerchenhügel dem Justiz- und Kammeramt Naila. Infolge des Ersten Gemeindeedikts wurde Lerchenhügel dem 1812 gebildeten Steuerdistrikt Bernstein und der zugleich entstandenen Ruralgemeinde Räumlas zugewiesen. Am 1. April 1971 wurde Lerchenhügel nach Straßdorf eingemeindet, das am 1. Mai 1978 im Zuge der Gebietsreform in Bayern nach Schwarzenbach eingegliedert wurde.

### Einwohnerentwicklung
| Jahr      | 001799 | 001819 | 001861 | 001871 | 001885 | 001900 | 001925 | 001950 | 001961 | 001970 | 001987 | 002020 |
| Einwohner | 9      | 26     | 97     | 96     | 92     | 73     | 115    | 117    | 148    | 127    | 100    | 89     |
| Häuser    | 2      |        |        |        | 10     | 10     | 16     | 19     | 26     |        | 33     |        |
| Quelle    | [ 11 ] | [ 8 ]  | [ 12 ] | [ 13 ] | [ 14 ] | [ 15 ] | [ 16 ] | [ 17 ] | [ 18 ] | [ 19 ] | [ 20 ] | [ 1 ]  |

## Religion
Lerchenhügel ist evangelisch-lutherisch geprägt und war ursprünglich nach St. Michael (Bernstein am Wald) gepfarrt, seit 1818 ist die Pfarrei Schwarzenbach am Wald zuständig.